# An elephant sitting still
An elephant sitting still (xinès: 大象席地而坐; pinyin: Dà Xiàng Xídì Érzuò) és una pel·lícula dramàtica xinesa del 2018 escrita, dirigida i muntada per Hu Bo. El primer i únic llargmetratge del novel·lista convertit en director, que es va suïcidar poc després d'acabar la seva pel·lícula el 12 d'octubre de 2017 als 29 anys, està basat en una història amb el mateix títol de la seva novel·la de 2017 Huge Crack, que tracta de quatre personatges que viatgen a una ciutat del nord de la Xina per a veure l'elefant homònim. La seva estrena mundial es va produir al 68è Festival Internacional de Cinema de Berlín, i va merèixer el reconeixement de directors consolidats com Béla Tarr, Wang Bing, Ang Lee i Gus Van Sant.
La pel·lícula va inaugurar el 12è First Festival Internacional de Cinema de Xining a finals de juliol de 2018. Va ser estrenada al Regne Unit el 14 de desembre de 2018 i als Estats Units d'Amèrica el 8 de març de 2019. Les crítiques van ser en general força positives.

## Argument
A Shijiazhuang, el mafiós Yu Cheng parla a una dona sobre un elefant ajagut fet de roca en un indret de Manzhouli que roman quiet tant si se l'alimenta com si se'l provoca. El marit de la dona, el millor amic de Yu Cheng, arriba a casa i en descobrir-lo se suïcida saltant per la finestra. D'altra banda, a un ancià anomenat Wang Jin, que viu amb la seva neta, el seu gendre i la seva filla, se li demana que es traslladi de l'apartament que té en propietat a una residència d'avis.
Un estudiant anomenat Wei Bu es desperta amb el seu pare abusiu escridassant-lo per la seva habitació desordenada. Wei i el seu amic Li Kai estan preocupats pel pinxo de l'institut, Yu Shuai, que és el germà petit de Yu Cheng. Yu Shuai acusa Li Kai d'haver-li robat el telèfon mòbil, i aquest pren la pistola del seu pare per a protegir-se. A més Huang Ling, la companya de classe de Wei, discuteix amb la seva mare amb qui té una relació complicada.

## Producció
La pel·lícula està ambientada a la ciutat industrial de Shijiazhuang, al nord de la Xina, a la província de Hebei. El rodatge es va desenvolupar a Shijiazhuang durant vint-i-cinc dies al març i abril de 2017. Fan Chao, el director de fotografia de la pel·lícula, va rodar amb una càmera portàtil i va servir-se sovint de tràvelings. Hu tenia la intenció de filmar estàticament i amb gran angular, però no va ser possible a causa del baix pressupost de la pel·lícula.
Hu Bo va escriure, dirigir i muntar la pel·lícula ell mateix. La producció va començar el 2016 quan va presentar el seu guió al First Film Festival de Xining per a finançar-lo. El guió es va fer arribar a la productora Liu Xuan, que després el va donar al seu marit Wang Xiaoshuai que va acabar produint la pel·lícula. Hu va lluitar per a mantenir el control creatiu del projecte, així com per a poder obtenir prou diners per a poder viure. Va descriure l'experiència com a «humiliant, desesperada i impotent», i va ser recriminat per Wang, que va declarar que la pel·lícula era un «embolic». La seva relació va començar a deteriorar-se a partir d'aquestes declaracions creuades. La gota que va fer vessar el got va ser quan Wang va intentar convèncer Hu per a reduir la seva pel·lícula de 230 minuts a 120 minuts. Aquesta pressió exercida va ser una de les principals raons per les quals Hu es va suïcidar després que la producció de la pel·lícula s'acabés. El nom de Wang Xiaoshuai es va eliminar dels crèdits del dossier de premsa, però la seva empresa de producció va romandre-hi vinculada.
La pel·lícula es va projectar per primera vegada el 16 de febrer de 2018 al 68è Festival Internacional de Cinema de Berlín a la secció Fòrum com a part d'una tendència creixent en la representació de pel·lícules independents a la Berlinale. A la llum del suïcidi de Hu, la roda de premsa de l'estrena va ser substituïda per declaracions de la mare de Hu i del seu professor de cinema Wang Hongwei. El muntatge de 230 minuts va ser l'escollit per a aquesta estrena i per a les posteriors a tot el món. La pel·lícula es va projectar també al 42è Festival Internacional de Cinema de Hong Kong, on va guanyar el Premi del Públic. El 18 de novembre de 2019, la pel·lícula es va estrenar en streaming a Criterion Channel, i el 10 de desembre de 2019 es va estrenar en Blu-ray.

## Crítica
Un emotiu Béla Tarr, en presentar la pel·lícula al públic internacional, va afirmar que creia que havia fet massa poc per a evitar el suïcidi del seu amic, que aquesta gran pel·lícula seria recordada per sempre i que la gent hauria de cuidar persones com Hu.
A The New Yorker, Richard Brody va elogiar An elephant sitting still com una de les millors pel·lícules recents, i va escriure que Hu «construeix una intricada xarxa de connexions plenes de conflictes entre els personatges principals de la pel·lícula» i que les «volàtils i llargues escenes persegueixen els personatges fins als racons més profunds de la seva explosiva desesperació». Brody va argumentar que la «visió de Hu transmet una desesperació humana poderosa i universal».